# 段蘭
段 蘭（だん らん、拼音：Duàn Lán、生没年不詳）は、鮮卑段部の大人。段遼の弟。『魏書』では段鬱蘭と表記される。

## 生涯
331年2月、東晋朝廷より兄の段遼が驃騎将軍・幽州刺史・大単于に任じられ、北平公に封じられると、段蘭もまた撫軍将軍・冀州刺史に任じられ、勃海公に封じられた。
334年2月、段蘭は慕容翰と共に慕容部領の柳城へ侵攻したが、慕容皝配下の都尉石琮・城大慕輿泥に撃退された。段遼は怒って段蘭と慕容翰を責め、柳城を必ず攻略するよう厳命した。10日余りした後、段蘭は再び慕容翰と共に出撃して柳城を包囲した。雲梯を造って地下道を掘り、20日に渡って四方から昼夜問わず攻撃を掛けたが、石琮と慕輿泥はますます堅固に守りを固めた。さらに機を見て石琮は将士を率いて出撃して段蘭軍を攻め、段蘭は千五百の兵を失った。その後、寧遠将軍慕容汗・封奕らが救援として到来すると、段蘭は柳城の北にある牛尾谷においてこれに大勝し、大半の兵を討ち取った。段蘭はこの勝ちに乗じて深く侵入しようと考えたが、慕容翰は祖国が滅ぼされるのではないかと憂慮し「将軍となった以上、その務めは慎重に果たさなければなりません。詳細に敵の兵力を量り、万全でなければ動くべきではありません。今、先鋒を撃破しましたが、敵はまだ主力を残しています。慕容皝は策が多く、伏兵をよく用います。もしも、敵が我等を誘き寄せた上で退路を断ち、全軍を挙げて反撃すれば我等は全滅してしまいます。我等へ課せられたのはこの勝利のみです。もし、君命を無視して攻撃を続けた挙げ句に敗北してしまえば、功名共に失います。その時、何の面目があって国に戻れましょうか」と言った。段蘭は「いや、もし慕容皝を捕虜にすることができればそれ以上の大功はない。卿は故郷を滅ぼしたくないからそのようなことを言うのであろう。今、千年（慕容仁の字）が東に割拠している。我が事が成った暁には、彼を迎え入れて慕容部の後継としよう。そうすれば宗廟の祀りも絶えず、卿の憂いごとも無くなるであろう」と言った。慕容翰は「私は既に国を棄てた男です。故国の存亡など、今の私に興味はありません。ただ、この国のことを思うからこそ、功名を惜しむのです」と言い、自分の手勢だけでも引き上げると固執したので、段蘭もやむをえず退却した。
336年6月、段蘭は数万の兵を率いて曲水亭まで進軍し、再び柳城攻撃に取り掛かった。宇文部の大人宇文逸豆帰は安晋へ侵攻し、段蘭に呼応した。だが、慕容皝が歩兵騎兵合わせて5万を率いて柳城に進軍すると、段蘭も宇文逸豆帰も退却した。
338年1月、石虎は総勢17万の兵で段部討伐軍を興した。3月、慕容皝も石虎に呼応して自ら三軍を率いて令支以北の諸城を攻撃して回った。段遼がこれを攻撃しようとすると、慕容翰は「今、趙の軍団が南方に迫っております。全力を挙げて防がなければならない時に、更に燕と戦うつもりですか。燕王自らが出向いた以上、率いるのは精鋭部隊でしょう。万が一にも敗れたら、趙と戦う力など残っておりませんぞ」と諫めたが、段蘭は怒って「我は以前、卿に謀られた。今日の災いを招いたのはその為である。卿の言葉に二度と耳を貸すつもりはない」と返し、総力を持って出撃した。だが、慕容皝は伏兵を設けてこれを待ち受けており、段蘭は大敗を喫し、数千の兵を失い、5千世帯の民と1万を越える家畜が略奪された。
その頃、石虎は金台まで進軍していた。配下の支雄が進軍して薊城へ入ると、段部勢力下の漁陽郡・上谷郡・代郡の諸太守は相継いで降伏し、瞬く間に四十を超える城が支雄の手に落ちた。段遼は段蘭の敗戦を聞くと、もはや石虎と1戦を交えようとは考えず、妻子親族及び豪族千戸余りを率いて密雲山へ逃亡した。その後、段遼は前燕に帰順するも、339年4月に謀叛を起こそうとした事で誅殺された。
343年8月、5年に及び逃亡を図っていた段蘭であったが、宇文部の大人宇文逸豆帰に捕らえられてしまい、後趙へと送られた。石虎は罪を赦し、鮮卑五千人を与えて元々の段部の本拠地であった遼西郡令支県に駐屯させた。これにより、後趙の従属化にはあったものの、段部は復興する事となった。段蘭は度々後趙に背いては石虎を煩わしたという。
段蘭が死ぬと、子の段龕がこれに代わった。没年は不明だが、350年1月には既に段龕が継いでいるので、それより以前である。

## 参考資料
- 『魏書』（列伝第九十一）
- 『晋書』（列伝第三十三、石季龍載記上、慕容皝載記）
- 『資治通鑑』（卷第九十七）